# Ruďky
Ruďky (ukrajinsky Рудьки) jsou zaniklá ves na severu Ukrajiny v Ivankivském rajónu Kyjevské oblasti. Do roku 1986 náležela Černobylskému rajónu. Je vzdálena 2 km od hranic s Běloruskem, leží 21 km od Černobylské elektrárny, 32 km od Černobylu a 17 km od města Pripjať. Byla opuštěna v důsledku výbuchu černobylské jaderné elektrárny.